# Hydroptila brailovskyi
Hydroptila brailovskyi är en nattsländeart som beskrevs av Bueno-soria 1984. Hydroptila brailovskyi ingår i släktet Hydroptila och familjen smånattsländor. Inga underarter finns listade i Catalogue of Life.